# Завальская волость
Завальская волость — административно-территориальная единица Усманского уезда Тамбовской губернии с центром в селе Завальное.

## География
Волость расположена в западной части Усманского уезда. Волостной центр находился в 7 верстах от г. Усмани.

## История
Волость возникла по закону от 7 августа 1797 г. «О разделении казенных селений на волости и о порядке внутреннего их управления». Вводилось волостное правление. Структуру которого составляли: волостной голова, староста (выборный) и один писарь. Кроме того, в каждом селении волости избирался сельский старшина и при каждых десяти дворах — десятский.
В ходе реформы Киселёва в волости вводились: исполнительный орган — волостное правление, распорядительный — волостной сход и судебно-апелляционная инстанция — волостная расправа. Были созданы волостные правления для государственных крестьян, подчинявшиеся местным палатам государственных имуществ. Волость вошла в состав Усманского округа.
В 1861 году в ходе крестьянской реформы произошли реорганизация в системе управления. Волостное управление на основании Общего положения о крестьянах 1861 года составили:
1. Волостной сход;
2. Волостной старшина с волостным правлением;
3. Волостной крестьянский суд.

Волостные правления были ликвидированы постановлением Совнаркома РСФСР от 30 декабря 1917 года «Об органах местного самоуправления». Управление волости передавалось волостным съездам советов и волисполкомам.
Постановлением ВЦИК РСФСР от 4 января 1923 г. передана в состав Воронежской губернии.

## Населённые пункты
- с. Завальное
- д. Матренка
- с. Грачевка
- д. Наумово
- д. Ганина
- д. Базилево
- д. Байгора
- с. Пашково
- Некрыловка
- Березнеговка (Березнеговатка)
- д. Евсюковка
- с. Беловка
- Никольские Выселки
- Васильевка-Федоровка
- с. Девица
- д. Пилюгина
- с. Новоуглянское
- д. Терновка

## Приходы
- Приход церкви Михаила Архангела в с. Завальное. Открыт в 1780 году. Церковь каменная, теплая, построена на средства прихожан в 1868 году. Престолов два: главный — во имя Архистратига Михаила и придельный — в честь Казанской иконы Божией Матери. В приходе одна деревня Матрёнки (Михалина). При селе Завальном четыре хутора: 1) дворянки Шепп, 2) купца Юдина, 3) купца Сукочева и 4) Завальских крестьян[8].
- Приход церкви Михаила Архангела в с. Новоуглянское. Церковь каменная, теплая, построена на средства прихожан в 1813 году. Престолов два: главный — во имя Архистратига Михаила, придельный — в честь Воздвижения Животворящего Креста Господня[9].
- Приход Покровской церкви с. Беловка. Церковь деревянная, холодная, построена на средства прихожан в 1861 году. В приходе деревня Казановка[10].
- Приход церкви Космы и Дамиана в с. Девица. Церковь каменная, теплая, построена в 1856 году на средства прихожан. Престолов два: главный — во имя Покрова Пресвятой Богородицы и в трапезной — во имя безсребренников Космы и Дамиана. В приходе две деревни: Боярские дворики (Песковские дворики) и Никольские выселки[11].

## Население
В 1890 — 15294 человек.
Основная масса населения — крестьяне бывшие государственные.